# Nationale 1962-1963
La Nationale 1962-1963 è stata la 41ª edizione del massimo campionato francese di pallacanestro maschile. La vittoria finale è stata ad appannaggio del P.U.C..

## Risultati

### Fase a gironi

#### Gruppo A
|     | Squadra        | G  | V  | N | P  | PF   | PS   | P.ti | Qualificazione           |
| --- | -------------- | -- | -- | - | -- | ---- | ---- | ---- | ------------------------ |
| 1.  | P.U.C.         | 18 | 17 | 0 | 1  | 1416 | 1029 | 52   | playoff                  |
| 2.  | ABC Nantes     | 18 | 14 | 1 | 3  | 1180 | 975  | 47   | playoff                  |
| 3.  | Roanne         | 18 | 12 | 1 | 5  | 1125 | 1039 | 43   |                          |
| 4.  | ASVEL          | 18 | 11 | 0 | 7  | 1136 | 993  | 40   |                          |
| 5.  | SCM Le Mans    | 18 | 10 | 0 | 8  | 1112 | 1144 | 38   |                          |
| 6.  | Auboué         | 18 | 8  | 0 | 10 | 1069 | 1101 | 34   |                          |
| 7.  | Bordeaux       | 18 | 6  | 0 | 12 | 1053 | 1172 | 30   | retrocesse in Excellence |
| 8.  | R.C. de France | 18 | 4  | 0 | 14 | 1162 | 1336 | 26   | retrocesse in Excellence |
| 9.  | Strasburgo     | 18 | 4  | 0 | 14 | 937  | 1139 | 26   | retrocesse in Excellence |
| 10. | CES Tours      | 18 | 3  | 0 | 15 | 1010 | 1272 | 24   | retrocesse in Excellence |

#### Gruppo B
|     | Squadra              | G  | V  | N | P  | PF   | PS   | P.ti | Qualificazione           |
| --- | -------------------- | -- | -- | - | -- | ---- | ---- | ---- | ------------------------ |
| 1.  | Bagnolet             | 18 | 15 | 0 | 3  | 1469 | 1182 | 48   | playoff                  |
| 2.  | Charleville-Mézières | 18 | 11 | 3 | 4  | 1093 | 1032 | 43   | playoff                  |
| 3.  | AS Saint-Étienne     | 18 | 12 | 1 | 5  | 1199 | 1114 | 43   |                          |
| 4.  | Olympique Antibes    | 18 | 9  | 0 | 9  | 1241 | 1249 | 36   |                          |
| 5.  | Caen                 | 18 | 8  | 0 | 10 | 1062 | 1123 | 34   |                          |
| 6.  | SA Lione             | 18 | 8  | 0 | 10 | 1113 | 1137 | 34   |                          |
| 7.  | RCM Tolosa           | 18 | 7  | 1 | 10 | 1128 | 1199 | 33   | retrocesse in Excellence |
| 8.  | ASPO Tours           | 18 | 6  | 2 | 10 | 1111 | 1200 | 32   | retrocesse in Excellence |
| 9.  | Montferrand          | 18 | 6  | 1 | 11 | 1073 | 1131 | 31   | retrocesse in Excellence |
| 10. | Denain               | 18 | 4  | 0 | 14 | 1090 | 1212 | 26   | retrocesse in Excellence |

### Fase finale
|  | Semifinali           | Semifinali           | Semifinali | Semifinali | Semifinali |  |  | Finale   | Finale   | Finale |  |
|  |                      |                      |            |            |            |  |  |          |          |        |  |
|  | P.U.C.               | P.U.C.               | 64         | 72         | 136        |  |  |          |          |        |  |
|  | Charleville-Mézières | Charleville-Mézières | 57         | 54         | 111        |  |  | P.U.C.   | P.U.C.   | 65     |  |
|  | Bagnolet             | Bagnolet             | 60         | 77         | 137        |  |  | Bagnolet | Bagnolet | 57     |  |
|  | ABC Nantes           | ABC Nantes           | 55         | 66         | 121        |  |  |          |          |        |  |

| Nationale 1962-1963 |
| ------------------- |
| P.U.C. 2º titolo    |

## Formazione vincitrice
| N° | Naz.               | Ruolo | Sportivo      |  | Alt. |  |
| -- | ------------------ | ----- | ------------- |  | ---- |  |
|    | Francia (bandiera) |       | Roger Antoine |  | 187  |  |
|    | Francia (bandiera) | A     | André Souvré  |  | 187  |  |